# António Cordeiro (ator)
António Cordeiro (Serpa, 18 de maio de 1959 - Lisboa, 30 de janeiro de 2021) foi um ator português.

## Carreira
A carreira de António Cordeiro iniciou-se em 1987, na série Duarte e Companhia, desenvolvendo-se sobretudo na televisão.  Tornou-se especialmente conhecido do grande público em 1991, quando protagonizou a série policial Claxon, no papel do detetive do mesmo nome.
A última telenovela em que participou foi Espelho d'Água, na SIC, em 2018.
No cinema, participou em filmes como Os Olhos da Ásia e Índice Médio de Felicidade, o O Processo do Rei e Um Gato, Um Chinês e o Meu Pai.

## Principais trabalhos

### Televisão
- Feitios (RTP, 2019)
- Espelho d'Água (SIC, 2017/18)
- Coração d'Ouro (SIC, 2016)
- Mar Salgado (SIC, 2014/15) - Henrique Pelicano
- Depois do Adeus (RTP, 2013)
- Laços de Sangue (SIC, 2010) - Álvaro Brito
- O Segredo de Miguel Zuzarte (RTP, 2010), de Henrique Oliveira - Marcelino
- Cidade Despida (RTP, 2010) - Inspetor Rocha
- Conexão (TVG e RTP1, 2009) - Mestre Mário David
- Perfeito Coração (SIC, 2009/2010)
- Liberdade 21 (RTP, 2008/09) - Paulo Ruas
- Ainda Bem que Apareceste (RTP, 2008) - vários papéis
- Ilha dos Amores (TVI, 2007) - Inspetor Resendes
- Triângulo Jota (RTP, 2006) - Detetive Anacleto
- Morangos com Açúcar - Série 3 (TVI, 2006) - Álvaro Paes
- Memórias de Bocage (RTP, 2006) - Barbosa Du Bocage
- Inspector Max (TVI, 2005) - Inspetor Rodrigues (1.ª Série) e Silva (2.ª Série)
- Segredo (RTP, 2004/05) - Diogo
- A Minha Sogra é uma Bruxa (RTP, 2002/06) - Acácio
- Bons Vizinhos (TVI, 2002) - Justo Correia
- O Processo dos Távoras (RTP, 2002) - D. José I
- Major Alvega (RTP, 1998/2000) - Von Block
- Filhos do Vento (RTP, 1996/97) - Afonsinho
- Desencontros (RTP, 1994/95) - Carlos Baptista
- Claxon (RTP, 1991) - Detetive Claxon
- Duarte e Companhia (RTP, 1987) - Psiquiatra

### Cinema
- Índice Médio de Felicidade (2017)
- Os Olhos da Ásia (1996)
- O Processo do Rei (1990)

## Vida pessoal
Em 2017 foi diagnosticado com paralisia supranuclear progressiva, doença rara e degenerativa que o foi privando da fala e dos movimentos até estar confinando a uma cama. Morreu a 30 de janeiro de 2021, no Hospital de Santa Maria, em Lisboa, aos 61 anos.
Era casado com Helena Cristina Almeida.